# Lucas Sebastián Haedo
Lucas Sebastián Haedo (Chascomús, 18 april 1983) is een Argentijns wielrenner die anno 2018 rijdt voor UnitedHealthcare Professional Cycling Team. Hij is de jongere broer van Juan José.
Haedo is gespecialiseerd in massasprints en won reeds verscheidene wedstrijden in het Amerikaanse continentale circuit. In 2009 kwam hij meer op het voorplan door enkele ereplaatsen in de Ronde van Californië.

## Overwinningen
2005
3e en 5e etappe Ronde van León
2008
U.S. Air Force Cycling Classic
2009
2e etappe Ronde van San Luis
2014
1e etappe Ronde van Thailand
2015
4e etappe Joe Martin Stage Race
4e etappe Ronde van de Gila
2016
2e etappe Joe Martin Stage Race
3e etappe Ronde van Colombia
2017
2e etappe Joe Martin Stage Race

## Resultaten in voornaamste wedstrijden
| Jaar | Ronde van Italië | Ronde van Frankrijk | Ronde van Spanje |
| ---- | ---------------- | ------------------- | ---------------- |
| 2010 | 128e             |                     |                  |
| 2011 |                  |                     |                  |
| 2012 | 128e             |                     |                  |
| 2013 |                  |                     | 139e             |

| Jaar | Parijs-Roubaix |  | WK op de weg |  | Wereldranglijsten |
| ---- | -------------- |  | ------------ |  | ----------------- |
| 2010 |                |  | opgave       |  | 155e (UWK)        |
| 2011 |                |  | 132e         |  |                   |
| 2012 | 72e            |  |              |  | 220e (UWT)        |
| 2013 | 104e           |  |              |  |                   |

## Ploegen
- 2007 –  Rock Racing
- 2008 –  Colavita/Sutter Home Presented by Cooking Light
- 2009 –  Colavita/Sutter Home Presented by Cooking Light
- 2010 –  Team Saxo Bank
- 2011 –  Saxo Bank Sungard
- 2012 –  Team Saxo Bank-Tinkoff Bank [a]
- 2013 –  Cannondale Pro Cycling
- 2014 –  Skydive Dubai Pro Cycling Team
- 2015 –  Jamis-Hagens Berman
- 2016 –  Jamis-Hagens Berman
- 2017 –  Unitedhealthcare Professional Cycling Team
- 2018 –  UnitedHealthcare Professional Cycling Team

1. ↑  Tot eind juni heette de ploeg Team Saxo Bank, maar na het aantrekken van Oleg Tinkov als cosponsor werd de naam veranderd.